# Timocratie
La timocratie ou timarchie est un régime politique évoqué par Platon, au Livre VIII, 545b-553a, de La République : c'est le gouvernement par ceux qui recherchent ce qui a du prix, de la valeur, ceux qui aiment et cherchent avant tout les honneurs.

## Explication
L'ambiguïté du terme valeur en français est aussi présente dans la langue grecque :
τιμάω (timáô) signifie fixer le prix d'une chose, mais aussi juger digne, récompenser, honorer, respecter.
La timokratia (ἡ τιμοκρατία, ας) est l'Etat dans lequel la recherche des honneurs est le principal mobile.
Rappelons qu'en grec, κρατώ (kratô) signifie dominer, régner ; aussi, en français, ...-cratie signifie le gouvernement de... . Dans la République, au livre VIII, Platon nomme timocratie la première étape de la dégénérescence du gouvernement de la Cité idéale, dans laquelle les meilleurs conduisent la vie politique, c'est-à-dire où une aristocratie est mise en place.
Les jeunes gens (filles et garçons) sont éduqués en communauté, et l'on choisit parmi eux ceux qui font preuve de courage, d'abnégation, de détachement à l'égard du monde sensible pour en faire les gardiens de la Cité. Et parmi ces derniers, l'on retiendra ceux qui ont à la fois un goût pour la gymnastique et pour l'art de ces filles de Mnémosyne et de Zeus (ou de la Terre et du Ciel, selon d'autres traditions) qui président à la Pensée sous toutes ses formes, les Muses. Platon utilise le terme de musique en ce sens. Ces jeunes gens, montrant un goût pour les études intellectuelles, seront les philosophes, dont on fera des gouvernants.
Mais la Cité, née dans l'Histoire, est fille de l'Histoire, et donc conduite à changer. Or ce qui est parfait ne peut, en changeant, que se dégrader. Alors, même ceux qui ont le « naturel philosophe » sont pervertis par le spectacle des injustices et des grossiers plaisirs, mais aussi par les sophistes, ces maîtres à ne penser qu'en termes de conquête du pouvoir, et non en termes de recherche du bien et du juste, autrement dit des maîtres qui détournent leurs élèves de l'authentique exercice de la pensée.
Ces jeunes gens, promis à devenir gardiens de la Cité, prennent goût à ce pouvoir qu'on leur présente comme une fin en soi. Ils n'acceptent plus d'obéir aux philosophes, pratiquent la gymnastique davantage que la « musique », ils cultivent la force physique, ils sont férus d'honneurs qui leur confèrent des privilèges. Finalement, cette quête incessante des honneurs ne peut que rapidement se transformer en une quête de richesses. Faisant à la fois montre de gloriole et de cupidité, ces jeunes gens croient que la possession est à l'origine de la valeur. Arrogants, hautains, féroces à l'égard de ceux qu'ils tiennent pour inférieurs et qu'ils méprisent, dociles et même serviles à l'égard de leurs chefs, les hommes de la timocratie prennent pour vertu leur amour de la chasse et de la guerre.
Selon Aristote (Éthique à Nicomaque, VIII, 12, édition J. TRicot, Vrin, 1972) la timocratie (chez Aristote nommée aussi politeia, République) est le  gouvernement constitutionnel qui est fondée sur l'égalité des citoyens selon le cens et non, comme pour Platon, le gouvernement fondé sur l'honneur. Elle dégénérera en démocratie quand le pouvoir passe à la majorité d'égaux libres mais aussi  indigents. Tricot  rappelle qu'un bref passage de Rhétorique I. 8. attribue à l'oligarchie ce régime censitaire.
Dans leur esprit, la richesse se substituera définitivement à la vertu. Aristote souligne que la démocratie est la forme la moins mauvaise de perversion d'un régime politique puisqu'elle reste proche de la république.